# 봉고 (악기)

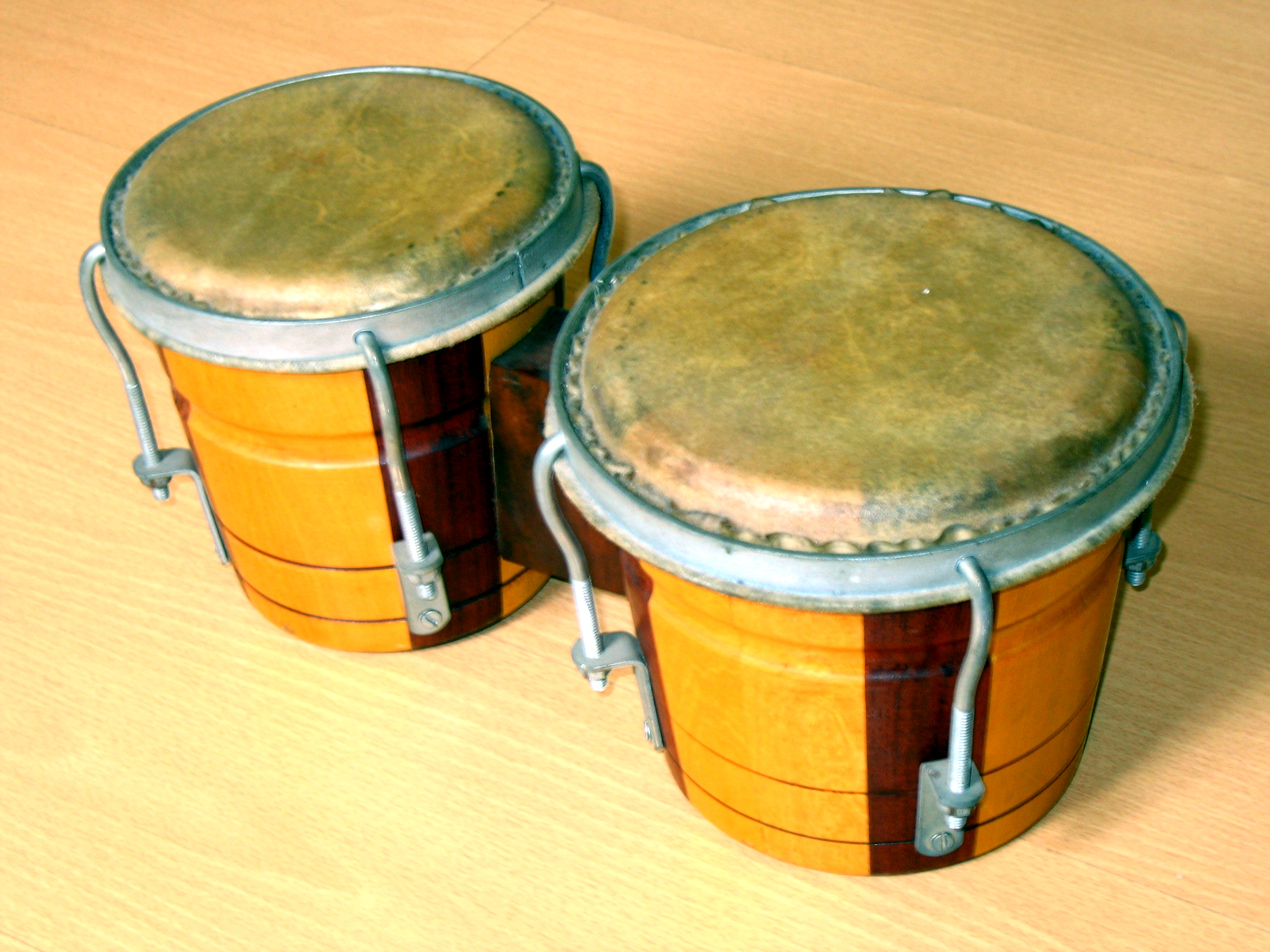
봉고

봉고(Bongós)는 라틴아메리카계의 민족악기로서 원통형으로 속을 파낸 나무통의 한쪽에 가죽막을 씌운 소형의 북이다. 높은음과 낮은음의 2개가 한 세트로 되어 몸통의 옆에 붙은 나무로 결합되어 있다. 룸바, 볼레로 등 라틴아메리카 음악의 주요 리듬악기로 연주자는 의자에 앉아 양다리 사이에 악기를 끼고 양손가락으로 두들기어 연주하거나 전용 스탠드에 끼워 연주한다. 